# Бизюково (Холм-Жирковский район)
Бизюково — деревня в Холм-Жирковском районе Смоленской области России. Входит в состав Агибаловского сельского поселения. Население — 23 жителя (2007 год). 
Расположена в северной части области в 10 км к югу от Холм-Жирковского, в 25 км севернее автодороги М1 «Беларусь», на берегу реки Соля. В 14 км северо-западнее деревни расположена железнодорожная станция Игоревская на линии Дурово — Владимирский Тупик. 

## История
В годы Великой Отечественной войны деревня была оккупирована гитлеровскими войсками в октябре 1941 года, освобождена в марте 1943 года.